# Ulrika Sjöwall
Ulrika Sjöwall (* 17. August 1971 in Karlstad) ist eine ehemalige schwedische Bogenschützin, die in der Disziplin Compoundbogen antrat.

## Karriere
Ulrika Sjöwall gewann 1995 mit der schwedischen Mannschaft sowohl bei den Weltmeisterschaften als auch bei den Hallenweltmeisterschaften die Silbermedaille. Ein Jahr später wurde sie sowohl in der Halle als auch im Freien Mannschaftseuropameisterin. 2001 gelang ihr ihr größter Erfolg. In Peking wurde sie Weltmeisterin im Einzel.
Ihre Zwillingsschwester Jenny war ebenfalls als Bogenschützin aktiv.
| Personendaten    | Personendaten             |
| ---------------- | ------------------------- |
| NAME             | Sjöwall, Ulrika           |
| KURZBESCHREIBUNG | schwedische Bogenschützin |
| GEBURTSDATUM     | 17. August 1971           |
| GEBURTSORT       | Karlstad                  |